# Buddy MacKay

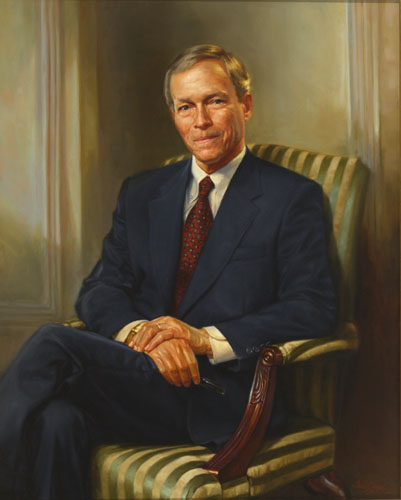
Kenneth MacKay (2001)

Kenneth Hood „Buddy“ MacKay Jr. (* 22. März 1933 in Ocala, Florida; † 31. Dezember 2024 ebenda) war ein US-amerikanischer Politiker der Demokratischen Partei. Er war von 1998 bis 1999 der 42. Gouverneur des Bundesstaates Florida. Zwischen 1983 und 1989 vertrat er seinen Staat im Kongress.

## Frühe Jahre und politischer Aufstieg
MacKay besuchte die Ocala High School und die University of Florida, an der er 1961 sein juristisches Examen ablegte. Zuvor diente er von 1955 bis 1958 als Captain in der US-Luftwaffe. Seine politische Laufbahn begann im Jahr 1968, als er in das Repräsentantenhaus von Florida gewählt wurde. Dort verblieb er bis zum Jahr 1974. Die folgenden sechs Jahre bis zum Jahr 1980 wirkte er im Senat dieses Bundesstaates. Vom 3. Januar 1983 bis zum 3. Januar 1989 war er Abgeordneter im Repräsentantenhaus der Vereinigten Staaten.

## Vizegouverneur und Gouverneur von Florida
1990 wurde MacKay an der Seite von Gouverneur Lawton Chiles zum Vizegouverneur von Florida gewählt. Vier Jahre später wurden beide in ihren Ämtern bestätigt. Als Vizegouverneur wurde er mit vielen zusätzlichen Aufgaben betraut, wodurch er zum mächtigsten Inhaber dieses Amtes wurde. Unter anderem war er stellvertretender Vorsitzender des Bildungsausschusses. Er war auch ein Anhänger der Todesstrafe. Als die Gouverneurswahlen des Jahres 1998 anstanden, gelang es ihm mit Hilfe von Chiles, mit dem er auch privat befreundet war, die demokratischen Vorwahlen zu gewinnen und die Nominierung als deren Spitzenkandidat zu erreichen. Allerdings unterlag er bei den eigentlichen Wahlen dem Republikaner Jeb Bush, der vier Jahre zuvor an Chiles gescheitert war.
Durch den überraschenden Tod von Gouverneur Chiles am 12. Dezember 1998 fiel MacKay dann doch noch das Amt des Gouverneurs zu. Er musste die verbleibenden drei Wochen der Amtszeit seines Vorgängers bis zum 5. Januar 1999 überbrücken. Als Gouverneur musste er lediglich die Beisetzungsfeierlichkeiten für seinen Vorgänger organisieren und die Amtsübergabe an Bush vorbereiten. Bis heute (Stand 2025) ist MacKay der letzte demokratische Gouverneur von Florida.
Nach dem Ende seiner kurzen Amtszeit als Gouverneur zog er sich aus der Politik zurück. Kenneth MacKay war mit Anne Selph verheiratet, mit der er vier Kinder hatte.